# Colochirus crassus
Colochirus crassus is een zeekomkommer uit de familie Cucumariidae.
De wetenschappelijke naam van de soort werd in 1918 gepubliceerd door Ekman.